# Kurt Jarasinski
Kurt Jarasinski (ur. 6 listopada 1938 w Elpersbüttel, zm. 27 października 2005 w Langerwehe) – niemiecki jeździec sportowy, złoty medalista olimpijski z Tokio. 
Specjalizował się w skokach przez przeszkody. Igrzyska w 1964 były jego jedyną olimpiadą. Triumfował w drużynie, partnerowali mu Hermann Schridde oraz Hans Günter Winkler. Indywidualnie zajął ósme miejsce. Startował na koniu Torro.
Pracował jako szkoleniowiec, m.in. z kadrą Japonii przed IO 68 i IO 72. Zmagał się z alkoholizmem.